# Toni Padilla
Toni Padilla Montoliu (Sabadell, Barcelona; 8 de diciembre de 1977) es un periodista español. Desde 2010 es el Jefe de Deportes del diario  Ara. Aparte, colabora en diversos medios como Bein Sports, RAC 1, Catalunya Ràdio, J_Sports, la cadena COPE o Fot-li Pou. Es miembro fundador de la revista Panenka y miembro del consejo editorial de la misma publicación. También es fundador del proyecto Marcadorint.com. En el pasado ha colaborado con otros medios como VilaWeb, TV3, Barça TV o Radio Marca.

## Trayectoria
Empezó su carrera en Matadepera Radio donde retransmitió los partidos del CE Sabadell junto a Carlos Fité. Posteriormente trabajó como redactor de deportes en El 9 Nou y Radio Sabadell.
El 2002 se incorporó al equipo fundador de El 9 Esportiu de Catalunya, donde actualmente es redactor encargado de la información referente al FC Barcelona y responsable de la sección de fútbol.
También ha colaborado en otros medios como Catalunya Ràdio.
Es subdirector y copresentador del programa de Radio Marca Marcador internacional, programa dirigido por su amigo Àxel Torres.
En octubre de 2010 se incorpora al periódico de información general en catalán  Ara que se empezó a distribuir el 28 de noviembre de 2010.

## Curiosidades
- Toni es seguidor y socio del CE Sabadell, club de su ciudad. Además tiene una peña con su nombre fundada por dos aficionados argentinos arlequinados.
- Un texto suyo sobre Frank Rijkaard fue escogido para el examen de lengua catalana de selectividad de 2006 en Cataluña.[2]